# 巨犰狳
大犰狳（學名：Priodontes maximus），也叫巨犰狳，是有甲目倭犰狳科大犰狳屬的唯一一種，體型較大，通常體重為27千克，最重可達32.3千克，身長89.5釐米，身體的三分之一到五分之二的部分是尾巴。
大犰狳以白蟻和螞蟻為食。

## 外部連結
- 維基物種上的相關：巨犰狳